# Зарічний Вішур
Зарі́чний Вішу́р (рос. Заречный Вишур) — присілок у складі Шарканського району Удмуртії, Росія.

## Населення
Населення — 376 осіб (2010; 487 у 2002).
Національний склад станом на 2002:
- удмурти — 96 %

## Урбаноніми[3]
- вулиці — Безрічна, Зарічна, Зелена, Селищна